# 星甸街道
星甸街道是中华人民共和国江苏省南京市浦口区下辖的一个街道办事处。
2012年7月30日，江苏省人民政府批复同意撤销石桥镇、星甸镇，将原两镇所辖区域合并，设立星甸街道办事处，街道办事处驻原星甸集镇中心街38号；将原星甸镇万隆居委会西至绕镇公路、北至汤泉街道办事处瓦殿村、东至龙华居委会、南至解放桥居委会的区域（新金居委会）及龙山、龙井、龙华3个居委会和大黄村委会划归汤泉街道办事处管理。

## 行政区划
星甸街道下辖以下村级行政区划单位：
星兴社区、万隆社区、后圩村、石窑社区、十里村、解放桥社区、新桥社区、高庙社区、石村社区、汤集村、双山村、高庙村、石村、山西村、九华村和王村。
石桥镇在并入星甸街道前，下辖以下地区：
新桥社区、高庙社区、石村社区、汤集村委会、双山村、高庙村、石村村、山西村、九华村、王村村。